# Euproctis bigutta
Euproctis bigutta är en fjärilsart som beskrevs av Walker 1855. Euproctis bigutta ingår i släktet Euproctis och familjen tofsspinnare. Inga underarter finns listade i Catalogue of Life.